# Le Cap vert
Ne doit pas être confondu avec Cap-Vert.
Le Cap vert (en russe Zelenaïa kosa) est une nouvelle d’Anton Tchekhov, parue en 1882.

## Historique
Le Cap vert est initialement publiée dans la revue russe Moscou, nos 15 et 16, des 23 et 30 avril 1882, sous le pseudonyme d’Antocha Tchekhonte.

## Résumé
Dans une villa au nom de « Cap vert », au bord de la Mer Noire, la princesse Maria Egorovna Mikchadzé, la cinquantaine, reçoit chaque été une petite société d’homme d’horizons divers. La princesse est guindée, très à cheval sur les usages et mène ses invités à la baguette.
Sa fille Olia, dix-neuf ans, est à l’opposé de sa mère. Elle est gaie et tout le monde l’apprécie, plus spécialement le lieutenant Egorov ; lui et Olia sont amoureux l’un de l’autre.
Mais Olia a été promise, il y a six ans, au fils du prince Tchaïkhidzev, un ami de feu son père. Ce fiancé a l’air visiblement aussi embêté qu’elle de devoir obéir aux instructions paternels, il s'oblige à être amoureux d’Olia.
Quand la princesse organise un grand bal pour rendre officielles les fiançailles avec le fils du prince Tchaikhidzev, les amis d'Olia, qui veulent la marier à Egorov, font croire à Olia qu’Egorov s’est suicidé. Elle se rend aussitôt près de lui, s'aperçoit de la ruse, mais reste auprès de lui pendant que toute la fête la cherche.
Le fiancé officiel est heureux du dénouement et part le lendemain. Deux semaines plus tard, la princesse consent au mariage de sa fille et d'Egorov. Ils se marieront l’été prochain. 

## Édition française
- Le Cap vert, traduit par Madeleine Durand avec la collaboration d’E. Lotar, Vladimir Pozner et André Radiguet, dans le volume Premières nouvelles, Paris, 10/18, coll. « Domaine étranger » no 3719, 2004  (ISBN 2-264-03973-6)